# René Lefebvre
René Charles Joseph Marie Lefebvre (23 de febrero de 1879 – 4 de marzo de 1944) fue un empresario francés de Tourcoing, que murió en el campo de concentración alemán de Sonnenburg, en la Provincia de Brandenburgo (actualmente en Voivodato de Lubusz en Polonia occidental), donde fue encarcelado por la Gestapo debido a su trabajo para la Resistencia francesa y el Servicio de Inteligencia del Reino Unido. René Lefebvre fue el padre del arzobispo Marcel Lefebvre, referente del Catolicismo tradicionalista y fundador de la  Hermandad Sacerdotal San Pío X.

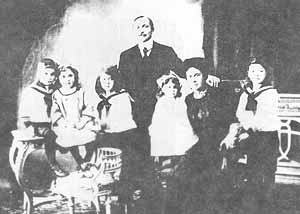
René Lefebvre y su familia, c. 1908.

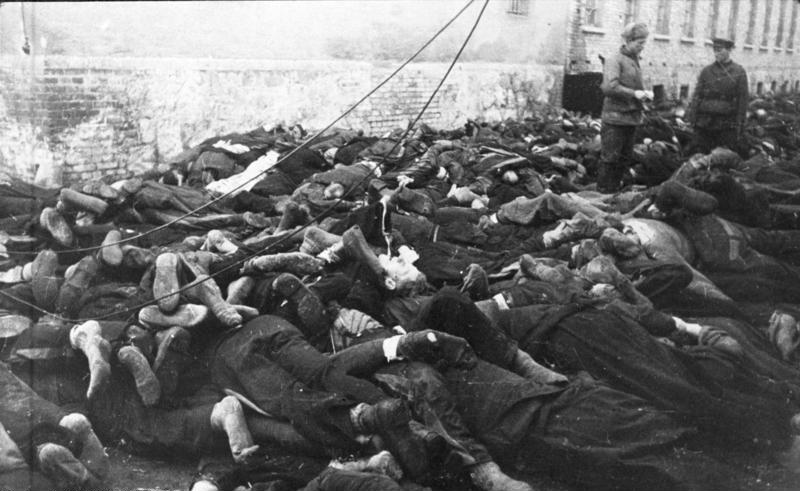
Víctimas del campo de concentración de Sonnenburg (1945).